# Winged B
Pour les articles homonymes, voir Fly, Wing et B.
Flying B ou Winged B (B ailé, en anglais) est le logo emblématique et la statuette mascotte historique du constructeur automobile britannique Bentley. 

## Historique
Ce logo Art déco est créé par le dessinateur anglais Frederick Gordon Crosby (en) pour Walter Owen Bentley, fondateur de la marque Bentley en 1919, dans le quartier Cricklewood de Londres au Royaume-Uni. 

Quelques variantes
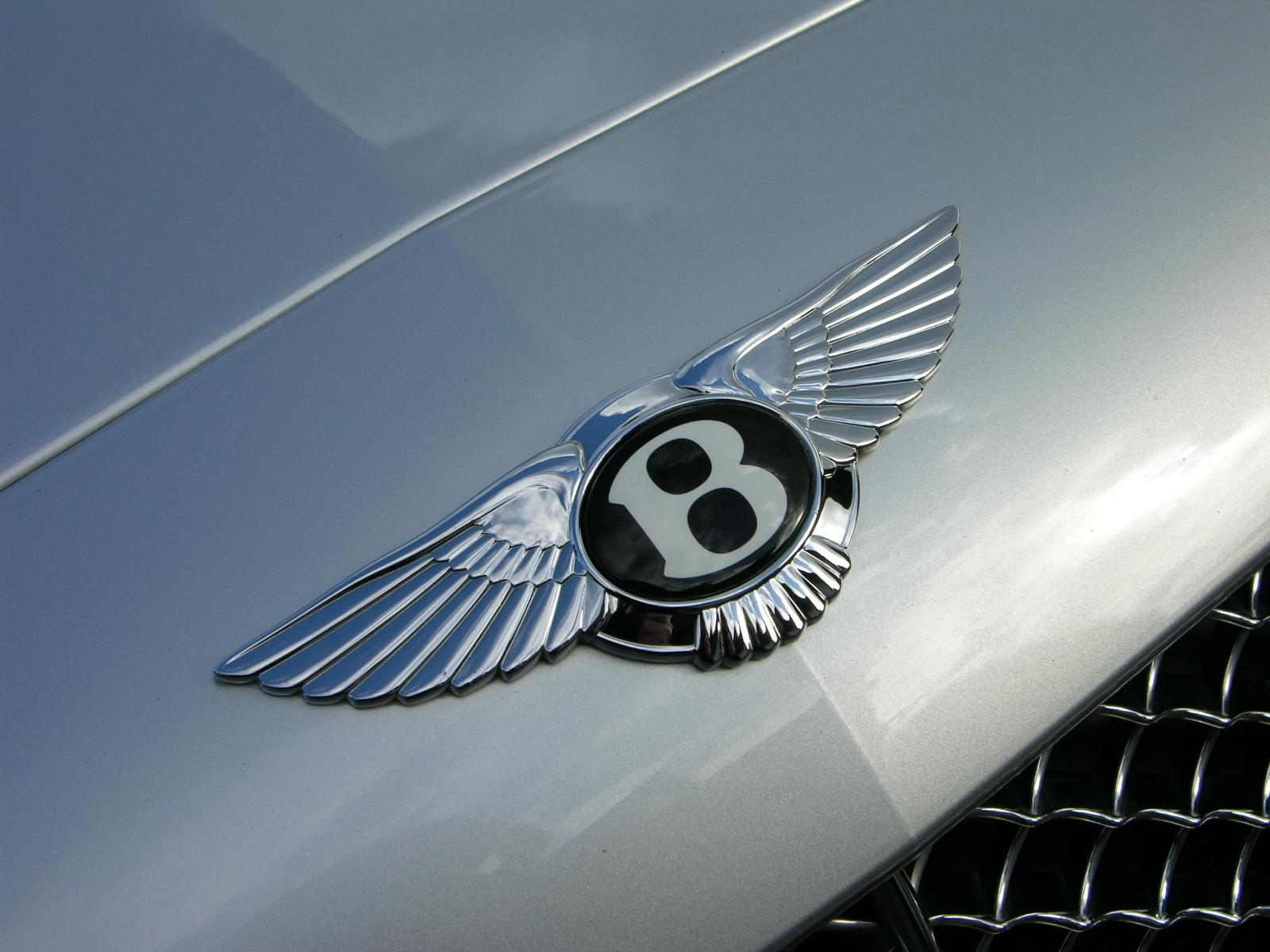
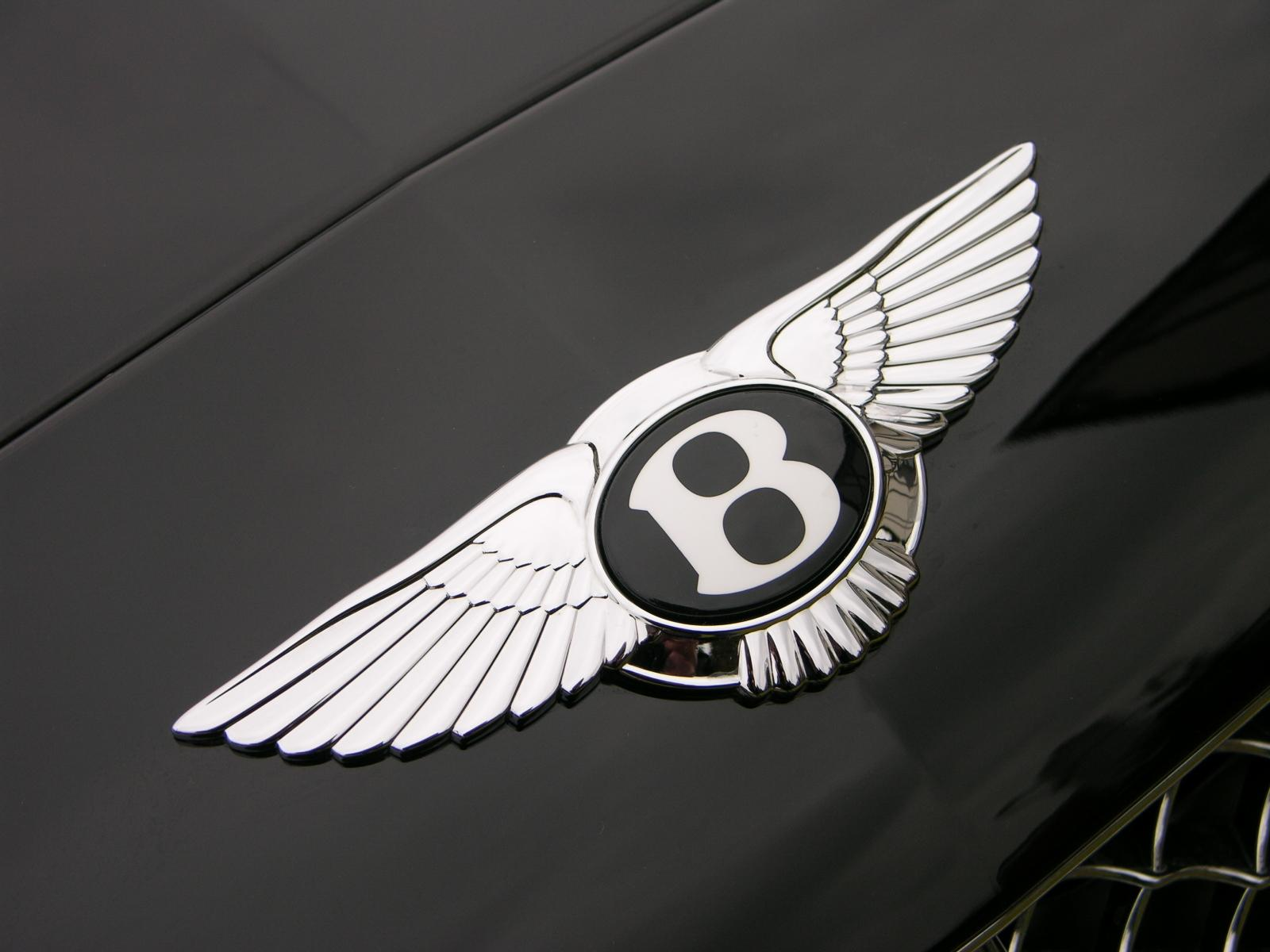

À l'image des logos emblématiques de l'époque d'Hispano-Suiza, Isotta Fraschini, Avions Voisin, Farman, Packard, Auburn, ou encore du Spirit of Ecstasy de Rolls-Royce de 1911, les ailes du « B » de Bentley évoquent la vitesse, l'innovation et le silence inspirées des premiers ornithoptères de l'histoire de l'aviation. 
Ce célèbre logo équipe les calandre et bouchon de radiateur de la marque depuis les premières Bentley EXP2 de 1919. Il est décliné depuis en divers variantes de design avec le temps et l'histoire de la marque.

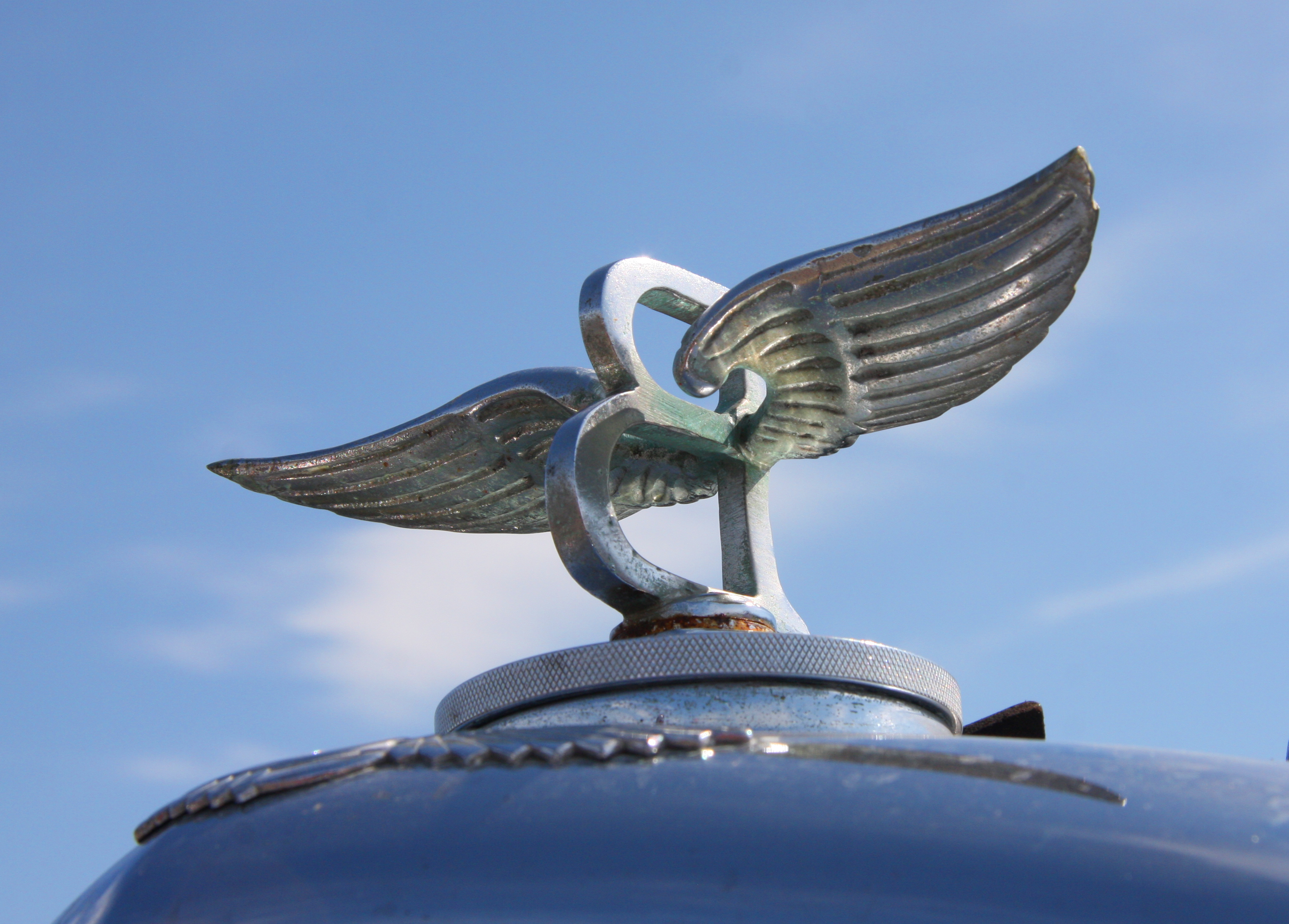
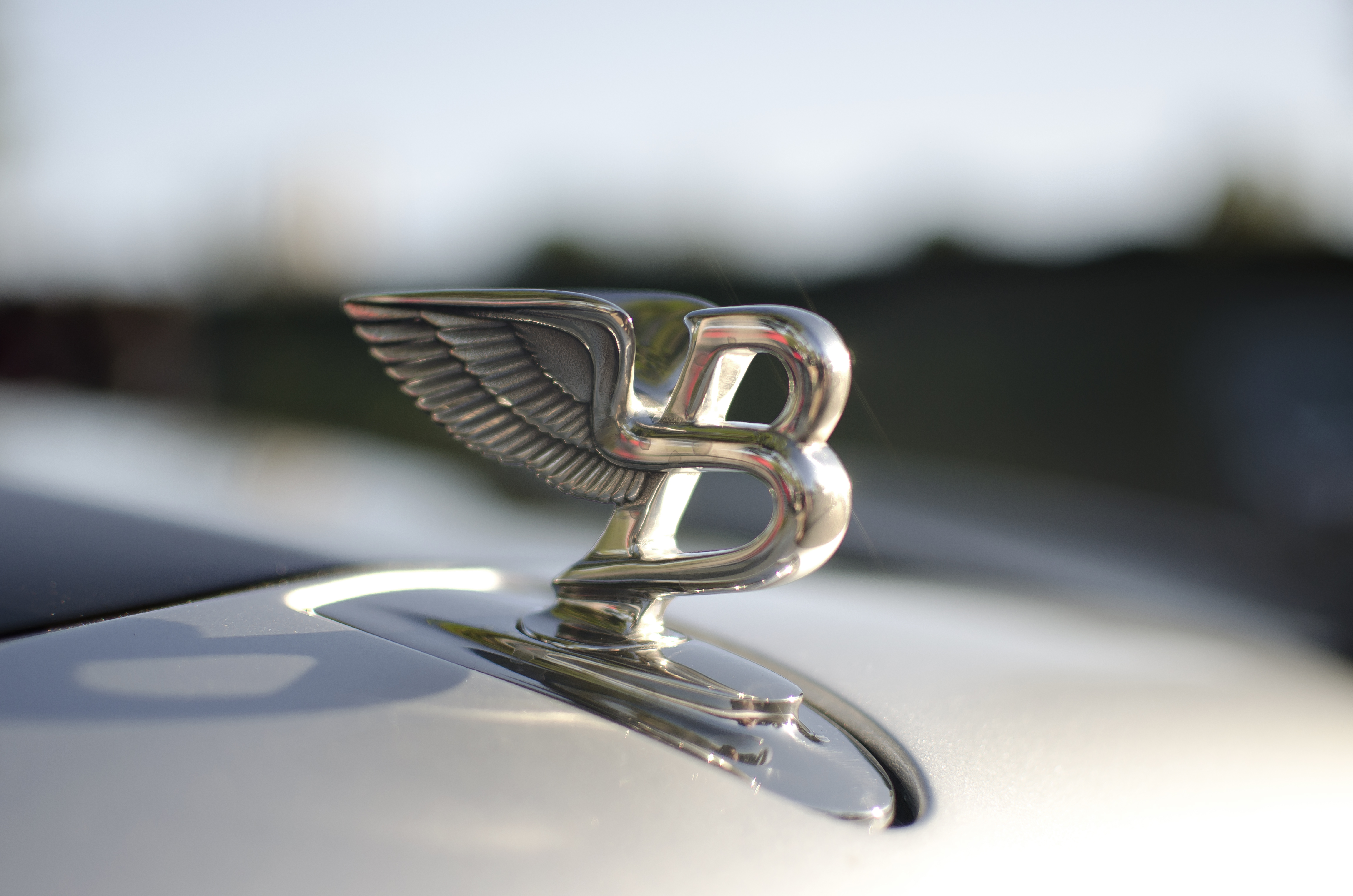
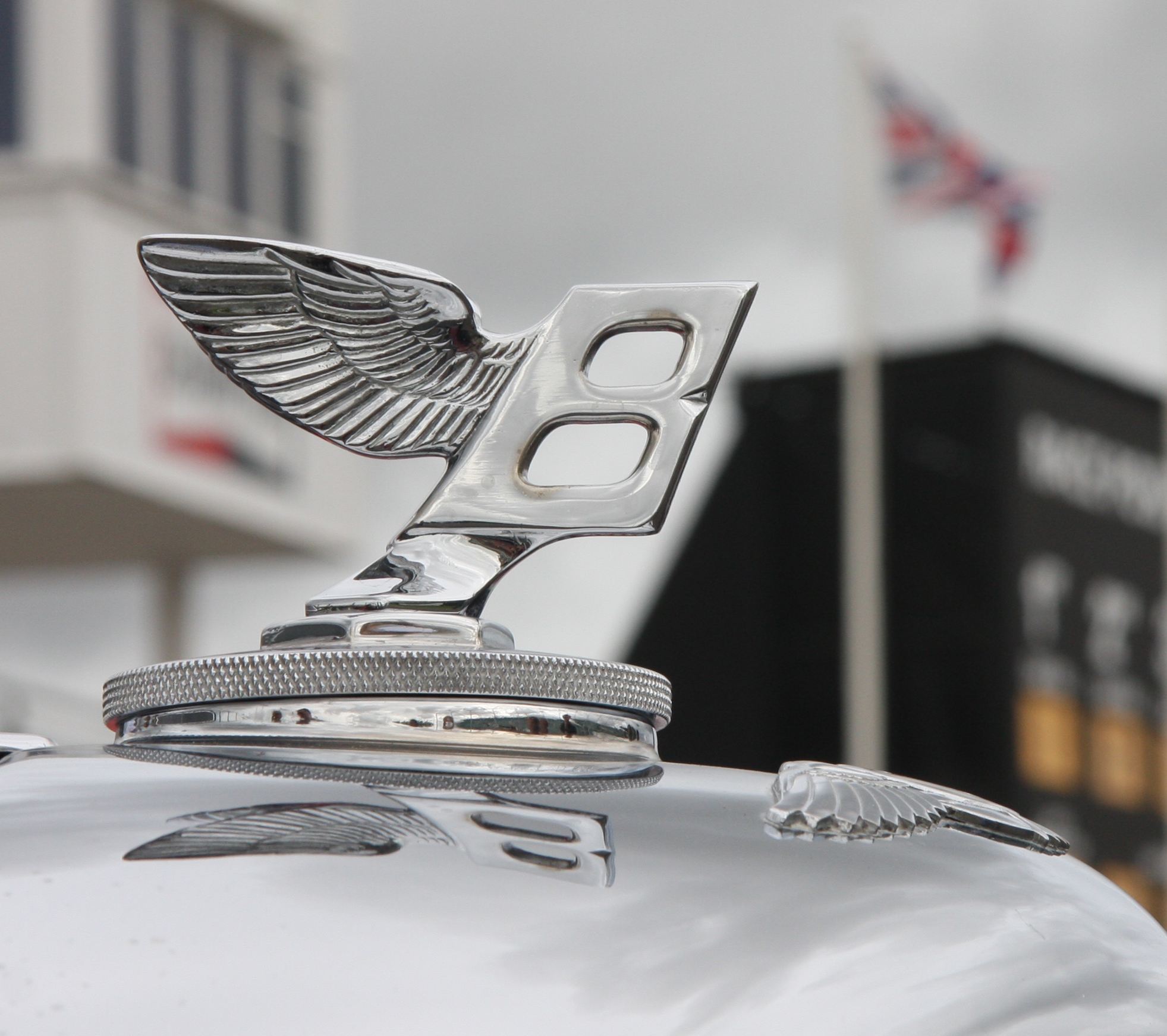
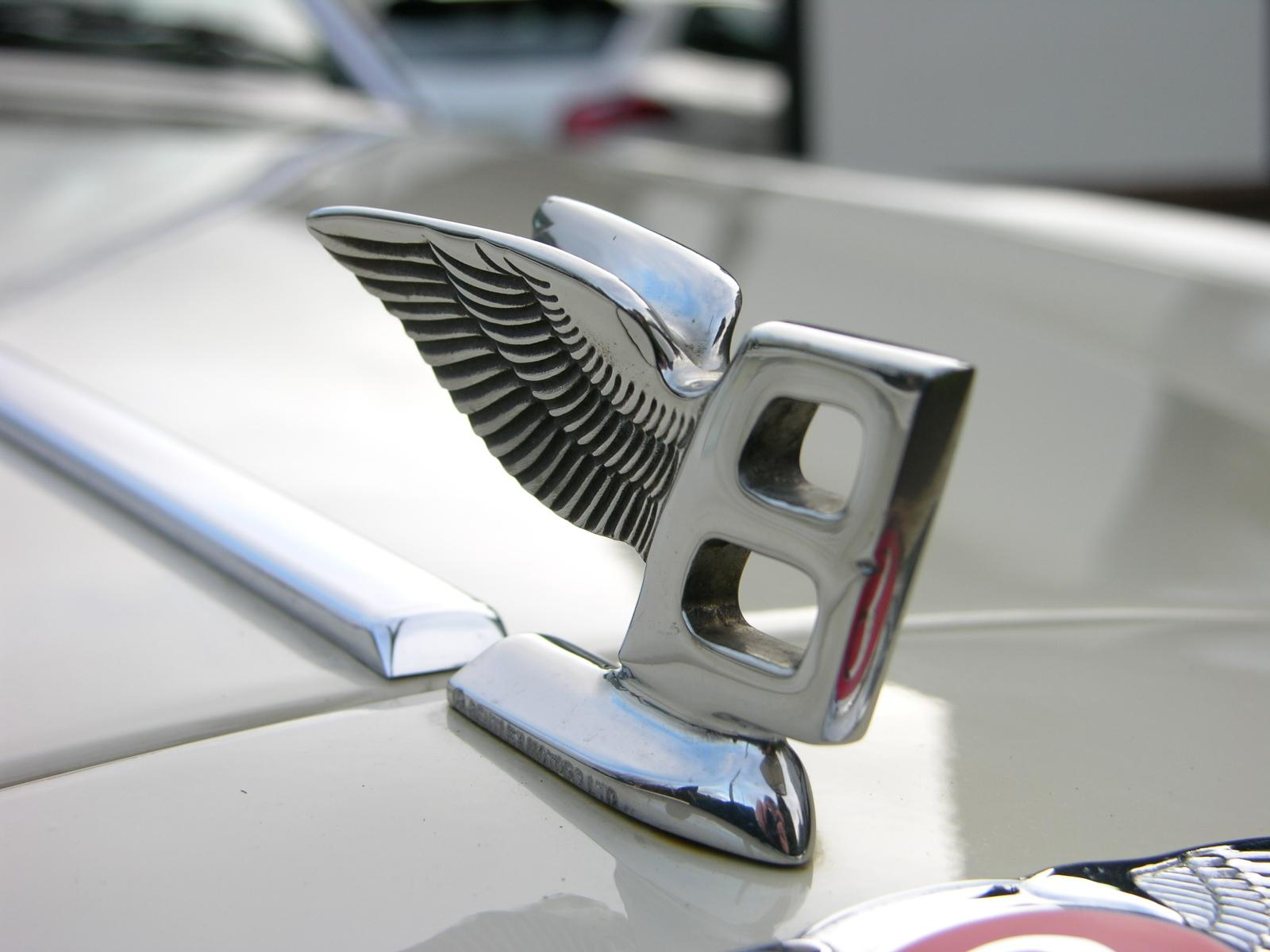
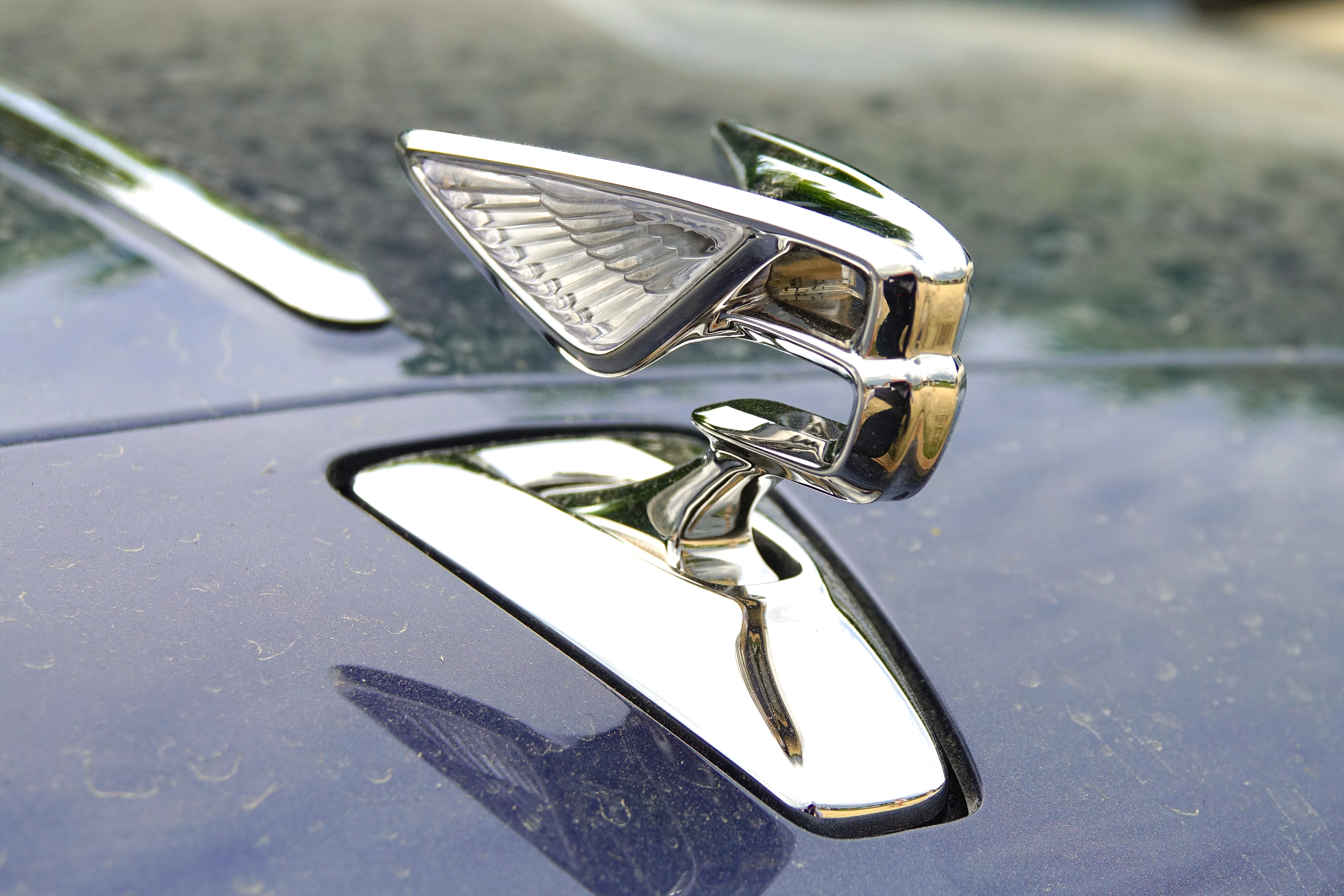